# POP Airport

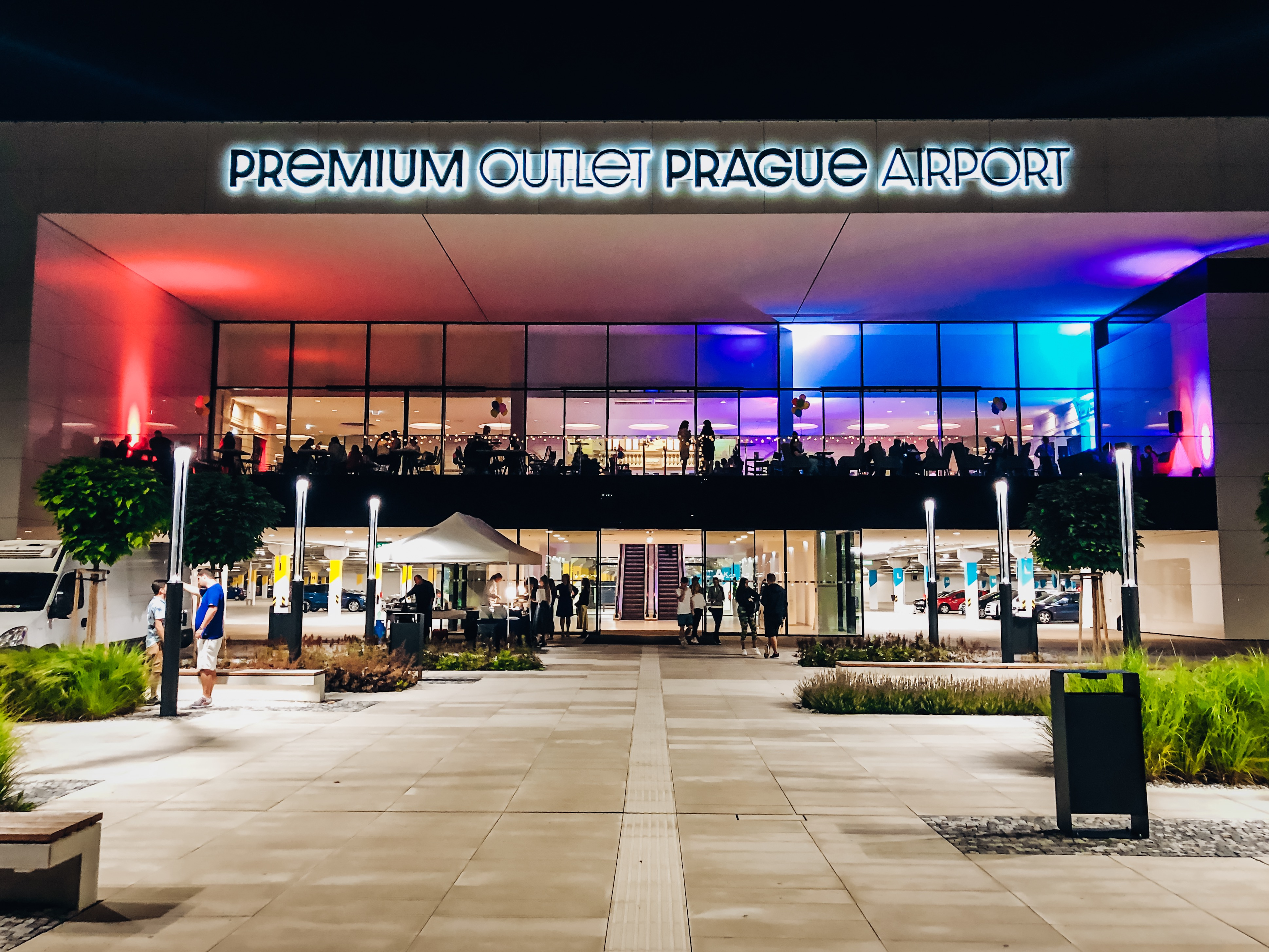
POP Airport (2019)

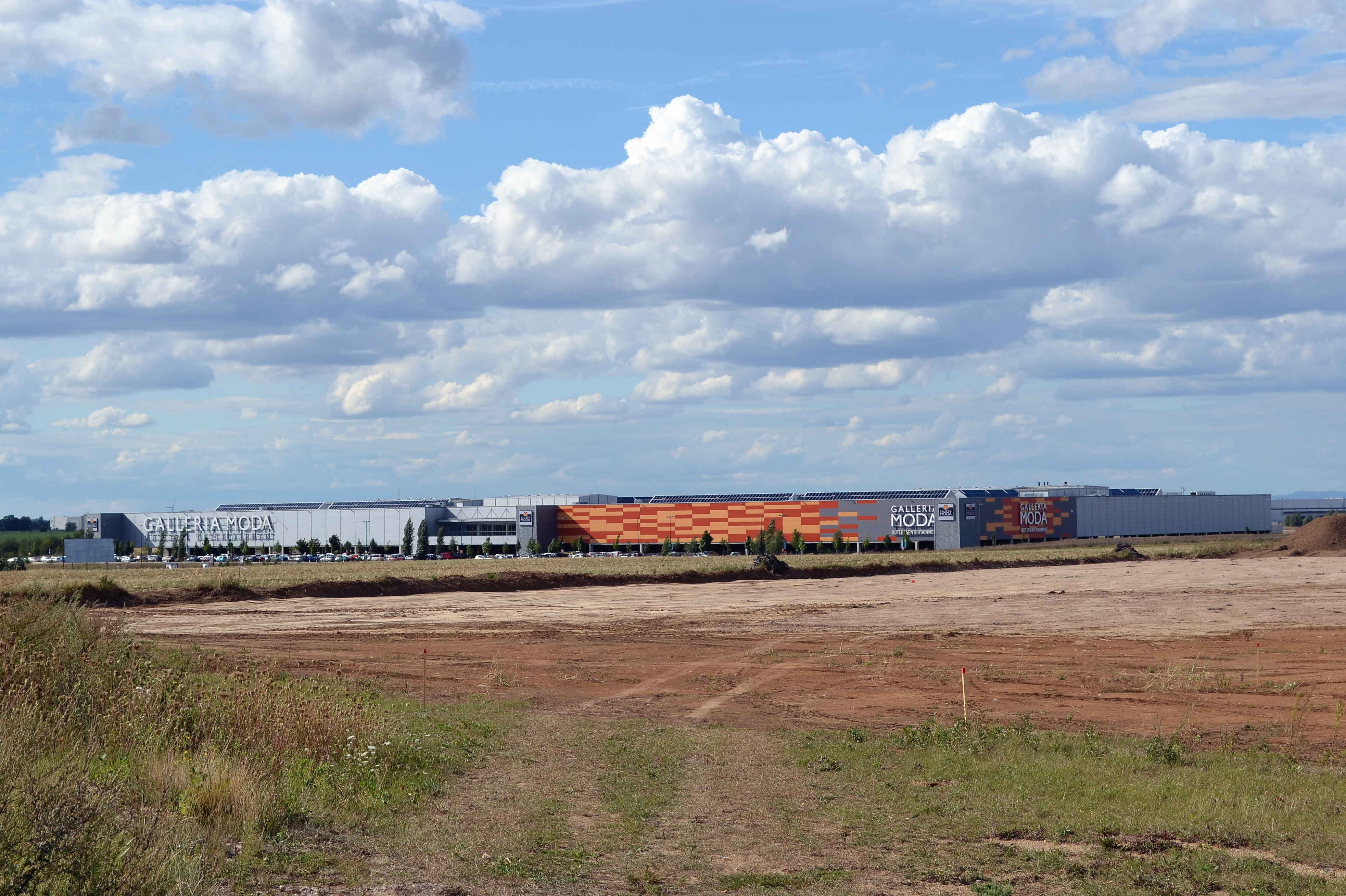
Nákupní centrum ještě jako Galleria Moda v srpnu 2012

POP Airport (dříve známé jako Prague The Style Outlets, Galleria Moda, Outlet Airport Praha nebo Premium Outlet Prague Airport) je středočeské nákupní centrum poblíž Letiště Václava Havla v katastru obce Tuchoměřice severozápadně od Prahy, otevřené bylo po deseti letech až 18. května 2018. Investorem nákupního centra byla společnost Palcor Czech s.r.o., kterou řídili Claudio Zaniboni a Vigilio Bettinsoli. Od roku 2018 nákupní centrum vlastní investiční společnost Kaprain českého podnikatele Karla Pražáka.

## Historie
Výstavbu financovala především italská finanční skupina UniCredit, se kterou Palcor uzavřel 12. prosince 2006 smlouvu o poskytnutí úvěru až do výše 32 milionů eur (893 milionů korun). K 31. prosinci 2007 činily náklady na výstavbu obchodního centra 1,2 miliardy korun a závazky vůči dodavatelům po lhůtě splatnosti 395 milionů korun. V druhé polovině roku 2008 se nepodařilo obchodní centrum otevřít a hlavní dodavatel, liberecká společnost Syner, zahájil exekuční řízení. 21. listopadu Obvodní soud pro Prahu 2 nařídil exekuci, 5. prosince vydal soudní exekutor Juraj Podkonický exekuční příkaz o provedení exekuce prodejem podniku. Následně bylo rozhodnuto o prodeji podniku společnosti 2R Holding, který však u soudu napadl UniCredit. Na základě usnesení Městského soudu v Praze byl na majetek společnosti Palcor prohlášen konkurs.

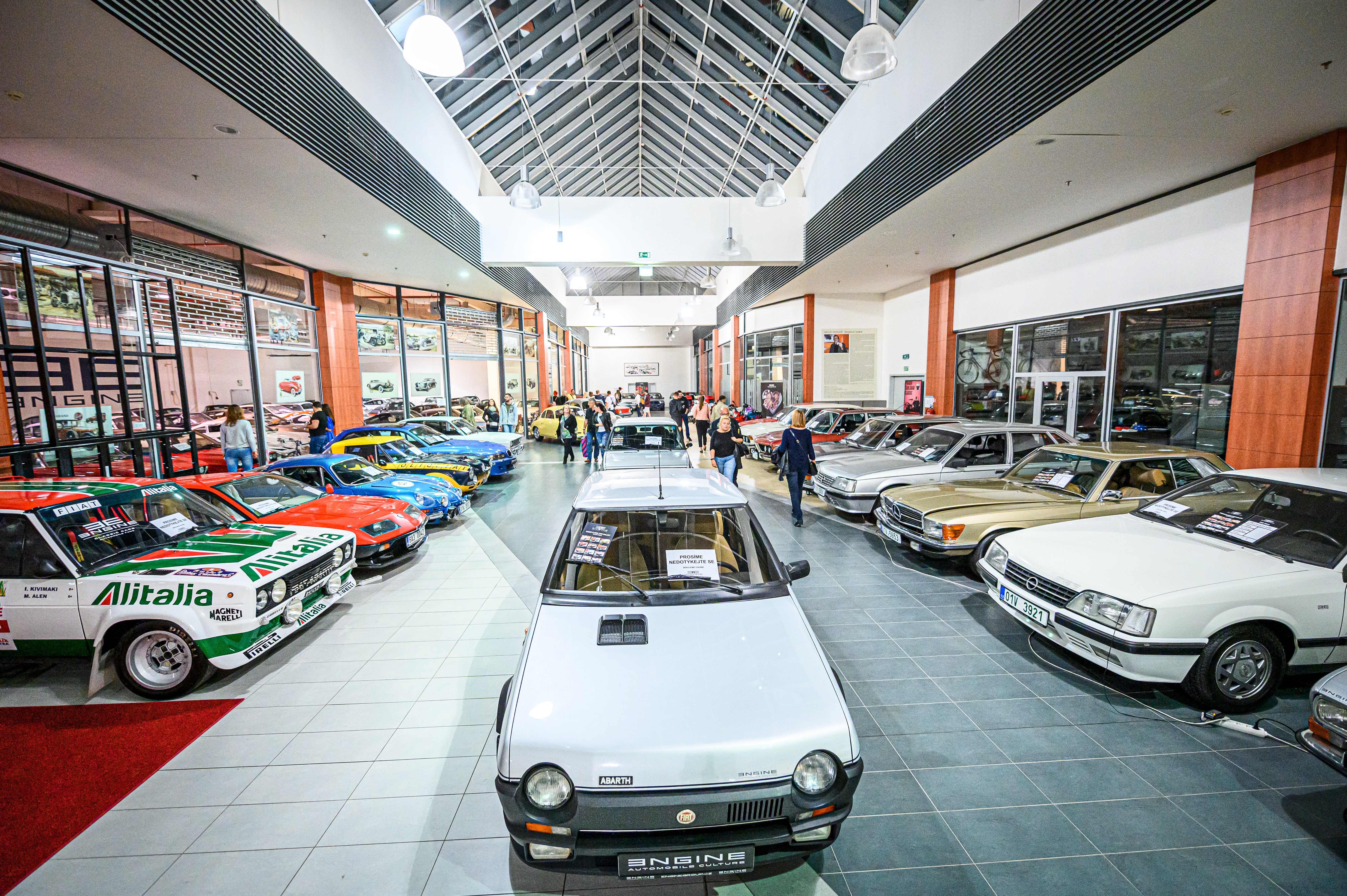
Expozice Engine Classic Cars Gallery (2020)

V roce 2013 v rámci konkursu podnik společnosti Palcor Czech obsahující nákupní centrum zakoupila společnost DREITONEL, a.s. Společnost Dreitonel měla akcie na doručitele, podle serveru E15 společnost ovládali lidé blízcí skupině PPF. Společnost plánovala nákupní centrum dokončit a otevřít v roce 2015. V roce 2014 se společnost Dreitonel přejmenovala na The Prague Outlet a.s.
Podmínkou pro stavební povolení bylo také zkapacitnění sjezdů na obou stranách D7 u Tuchoměřic.

### Prague The Style Outlets
Na jaře 2017 se na budově objevil nápis Prague The Style Outlets. Od roku 2018 nabízí nákupní centrum prodejní prostory pro zákazníky z Prahy a okolí, ze středních Čech i pro turisty z letiště, v přízemí je kryté i venkovní parkoviště. V roce 2017 bylo poprvé stanoveno konkrétní datum otevření, původně na 26. dubna 2018, to se ale také ještě posunulo na 18. května.

### Premium Outlet Airport
Na podzim 2018 převzala nákupní centrum investiční společnost Kaprain. Od března 2019 byl používán nový název Premium Outlet Prague Airport. Zákazníci mohli vybírat z 200 prémiových značek až v 70 obchodech.

### POP Airport
Díky plánovanému rozšíření o Dinosauria Museum Prague a zábavní park Majaland, se outletové centrum v září 2021 změnilo na POP Airport.